# Ithome (bướm đêm)
Ithome là một chi bướm đêm thuộc họ Cosmopterigidae.

## Các loài
- Ithome anthraceuta (Meyrick, 1915)
- Ithome aquila Hodges, 1978
- Ithome cathidrota (Meyrick, 1915)
- Ithome chersota (Meyrick, 1915)
- Ithome concolorella (Chambers, 1875) (syn: Ithome unimaculella Chambers, 1875, Ithome unomaculella)
- Ithome curvipunctella (Walsingham, 1892) (syn: Eriphia quinquepunctata Forbes, 1931
- Ithome edax Hodges, 1962
- Ithome ferax Hodges, 1962
- Ithome fuscula Forbes, 1931
- Ithome iresiarcha (Meyrick, 1915)
- Ithome lassula Hodges, 1962
- Ithome pelasta (Meyrick, 1915)
- Ithome pernigrella (Forbes, 1931)
- Ithome pignerata (Meyrick, 1922)
- Ithome simulatrix Hodges, 1978
- Ithome tiaynai H.A. Vargas, 2004
- Ithome volcanica Landry, 2001

Loài trước đây==
- Ithome erransella chuyển thành Perimede erransella Chambers, 1874